# Alberto Lorenzo
Alberto Lorenzo Calvo (Madrid, 1 de enero de 1970) es un entrenador de baloncesto profesional español.

## Trayectoria
Alberto es profesor de la Facultad de Ciencias de la Actividad Física y del Deporte en la Universidad Politécnica de Madrid y formaría parte de cuerpos técnicos y organizativos de la Federación Española de Baloncesto.
En 2006, ingresaría en el CB Estudiantes para convertirse en el entrenador del equipo sub-20 con el que se proclamaría campeón durante dos temporadas del Circuito Sub-20. En las temporadas 2007-08 y 2008-09, dirige al CB Estudiantes "B" de Liga EBA.
En 2009, pasaría a integrar el cuerpo técnico del primer equipo de Liga ACB, convirtiéndose en entrenador ayudante de Luis Casimiro. Lorenzo ocuparía el cargo durante 7 temporadas, siendo asistente de técnicos de primer nivel como Pepu Hernández, Txus Vidorreta, Trifón Poch, Diego Ocampo y Sergio Valdeolmillos.
En la temporada 2015-16, tras la destitución de Diego Ocampo, Lorenzo dirige un partido como entrenador en Liga ACB, hasta la llegada de Sergio Valdeolmillos.
En 2017, sería entrenador ayudante de Ibon Navarro con la selección de baloncesto de España sub-20 en el Campeonato Europeo de Baloncesto Masculino Sub-20 disputado en Creta (Grecia), que acabarían cuarto lugar.
En el mismo año, firma como entrenador ayudante de Joe Prunty en la Selección de baloncesto de Gran Bretaña, al que dirigirían en el Eurobasket 2017 disputado en Estambul (Turquía).
En febrero de 2018, tras la marcha de Anthony Garbelotto, Lorenzo se convierte en seleccionador de la Selección de baloncesto de Gran Bretaña, a la que dirige hasta julio de 2019, preparándola en los encuentros clasificatorios para la Copa del Mundo de Baloncesto de 2019 y del Eurobasket 2021.
En la temporada 2020-21, regresa a Movistar Estudiantes para ser entrenador ayudante de Javier Zamora en el primer equipo. En las siguientes temporadas, sería asistente de José Ramón Cuspinera y tras el descenso a Liga LEB Oro, sería ayudante de Diego Epifanio y más tarde, de Javi Rodríguez
El 4 de abril de 2023, tras la destitución de Javi Rodríguez, se convierte en entrenador interino del Movistar Estudiantes de Liga LEB Oro. Al día siguiente, debuta con victoria por 79 a 56 frente al San Sebastián Gipuzkoa Basket Club.
La temporada 2023-24 vuelve al puesto de entrenador ayudante. Al término de la temporada Estudiantes anuncia su no continuidad en el club.

## Clubes como entrenador
- 2006-08. CB Estudiantes. Circuito Sub-20.
- 2007-09. CB Estudiantes "B". Liga EBA.
- 2009-11. Asefa Estudiantes. ACB y Eurocup. Entrenador ayudante de Luis Casimiro.
- 2011-12. Asefa Estudiantes. Liga Endesa. Entrenador ayudante de Pepu Hernández primero y de Trifón Poch después.
- 2012-15. Movistar Estudiantes. Liga Endesa. Entrenador ayudante de Txus Vidorreta.
- 2015-16. Movistar Estudiantes. Liga Endesa. Entrenador ayudante de Diego Ocampo primero y de Sergio Valdeolmillos después. Entrenador principal 1 partido.
- 2017. Selección de baloncesto de España Sub-20. Entrenador ayudante de Ibon Navarro.
- 2017-18. Selección de baloncesto de Gran Bretaña. Entrenador ayudante de Joe Prunty y de Anthony Garbelotto después.
- 2018-19. Selección de baloncesto de Gran Bretaña.
- 2020-21. Movistar Estudiantes. Liga Endesa. Entrenador ayudante de Javier Zamora primero y de José Ramón Cuspinera después.
- 2021-22. Movistar Estudiantes. Liga LEB Oro. Entrenador ayudante de José Ramón Cuspinera primero y Diego Epifanio después.
- 2022-23. Movistar Estudiantes. Liga LEB Oro. Entrenador ayudante de Javi Rodríguez.
- 2023. Movistar Estudiantes. Liga LEB Oro.
- 2023-24. Movistar Estudiantes. Liga LEB Oro. Entrenador ayudante de Pedro Rivero.
- 2024-25. Zentro Basket Madrid. Tercera FEB y Junior Masculino.
- 2025-26. Movistar Estudiantes. Director de cantera.